# WKBL 퓨처스리그
WKBL 퓨처스리그(Women's Korean Basketball League Future's League)는 2013년에 생긴 한국여자농구연맹 주관하의 대회로, 한국여자프로농구의 2군 리그이다.
2군 리그는 통상적으로 1군 엔트리에서 제외된 선수들이 뛰는 리그이지만 따로 2군 선수들을 보유하지 않은 한국여자프로농구의 실정에서 WKBL 퓨처스리그는 기존 선수들 중 경기에 자주 뛰지 못 하는 비주전들과 신인 선수들이 출전하는 대회의 성격을 띠고 있다.

## 개요
2019-2020 시즌까지 한국여자프로농구의 2군 리그, 즉 WKBL 퓨처스리그는 1군 리그 홈팀의 정규리그 경기일에 오프닝 형식으로 치러졌지만(1군 경기를 하기 전 오후 3시 30분부터 시작되었다), 2020-2021 시즌부터는 정규리그가 치러지지 않는 비시즌 기간이나 휴식기 동안에 모든 일정이 소화되고 있다. 이로인해 WKBL 퓨처스리그는 연습경기라는 이미지 대신 유망주들이 자존심을 건 '대회'라는 이미지로 변모했고, 팬들도 중계를 통해 유망주들이 펼치는 명승부를 감상할 수 있게 됐다. 또 2020~2021 시즌부터는 WKBL 신입선수 선발회를 통해 입단한 선수 14명도 선수 등록을 마친 뒤 WKBL 퓨처스리그에 출전할 수 있게 됐다.
WKBL 퓨처스리그에서는 각 팀의 코치가 감독을 맡게 되며 팀당 5경기씩 풀리그 형태로 총 15경기를 치른다. 초창기 2013-14시즌에는 팀 간 3번씩 경기하는 리그전을 치른뒤 1-2위 간 챔피언결정전을 시행했지만, 이후에는 리그전만 하여 거기에서 1위(우승팀)을 가리고 있다. 14-15시즌부터 16-17시즌까지는 팀 간 경기수가 2경기로 줄었고, 17-18시즌부터 현재까지는 팀 간 경기수가 1경기로 또 줄었다.
WKBL 퓨처스리그에서의 현 우승 상금은 1천만 원이며, MVP를 수상하는 선수에게는 2백만 원의 상금이 주어진다. 2013-2014 시즌부터 2018-2019 시즌까지는 우승 상금이 5백만원, MVP 상금이 1백만원이었으나 2019-2020 시즌부터 두배로 올랐다.
2015년부터는 비시즌 중의 여름에 비슷한 성격의 박신자컵 서머리그 단기전이 개최되고 있다. 초대 우승은 부산 BNK 썸이 차지하였다.

## 경기 방식
- 6개 팀 간 풀리그 경기 후 최종 순위 1위를 기록한 팀이 우승

## 역대 대회 상금
| 구분                  | 우승        | MVP        |
| --------------------- | ----------- | ---------- |
| 2019-2020 ~ 2021-2022 | ₩10,000,000 | ₩2,000,000 |
| 2013-2014 ~ 2018-2019 | ₩5,000,000  | ₩1,000,000 |

## 역대 우승팀 및 MVP
| 구분    | 날짜              | 우승                        | 스코어       | 준우승                      | MVP                        | 비고                                                         |
| ------- | ----------------- | --------------------------- | ------------ | --------------------------- | -------------------------- | ------------------------------------------------------------ |
| 2022-23 | 22.02.17~22.02.20 | 삼성생명 블루밍스 (4승 1패) | 리그전       | KB 스타즈 (3승 2패)         | 조수아 (삼성생명 블루밍스) |                                                              |
| 2021-22 | 22.02.17~22.02.20 | 삼성생명 블루밍스 (3승 0패) | 리그전       | BNK 썸 (2승 1패)            | 신이슬 (삼성생명 블루밍스) | 우리은행, KB 스타즈 불참                                     |
| 2020-21 | 20.11.14~20.11.19 | 하나원큐 (4승 0패)          | 리그전       | 삼성생명 블루밍스 (3승 1패) | 이지우 (하나원큐)          | 예정된 일정이 최소되면서 팀별 4경기씩 치름                   |
| 2019-20 | 19.12.05~20.03.13 | 삼성생명 블루밍스 (4승)     | 리그전       | 하나은행 (4승 1패)          | 신이슬 (삼성생명 블루밍스) | 남은 한 경기에 관계없이 삼성생명 우승 확정, 대회 마감        |
| 2018-19 | 19.01.14~19.03.04 | 삼성생명 블루밍스 (4승 1패) | 리그전       | KEB하나은행 (4승 1패)       | 김나연 (삼성생명 블루밍스) | 4승 1패 동률, 상대전적 삼성생명 우세                         |
| 2017-18 | 18.01.03~18.02.21 | KB 스타즈 (4승 1패)         | 리그전       | KEB하나은행 (4승 1패)       | 김한비 (KB 스타즈)         | 4승 1패 동률, 상대전적 KB 스타즈 우세                        |
| 2016-17 | 16.11.09~17.02.08 | KDB생명 위너스 (9승 1패)    | 리그전       | KB 스타즈 (5승 5패)         | 진안 (BNK 썸)              |                                                              |
| 2015-16 | 15.11.10~16.03.04 | KDB생명 위너스 (9승 1패)    | 리그전       | KB 스타즈 (8승 2패)         | 진안 (BNK 썸)              |                                                              |
| 2014-15 | 14.12.05~15.02.21 | KB 스타즈 (8승 2패)         | 리그전       | KDB생명 위너스 (7승 3패)    | 김민정 (KB 스타즈)         |                                                              |
| 2013-14 | 13.12.06~14.03.12 | KDB생명 위너스 (2위)        | 66–63 (연장) | 우리은행 한새 (1위)         | 김소담 (BNK 썸)            | 단판 챔피언 결정전 실시, 정규우승: 우리은행, 준우승: KDB생명 |

### ※ 구단별 우승 횟수
| 팀                     | 우승 | 준우승 | 우승 연도              | 준우승 연도            |
| ---------------------- | ---- | ------ | ---------------------- | ---------------------- |
| 수원 OK저축은행 읏샷   | 3    | 2      | 2014, 2016, 2017       | 2015, 2022             |
| 청주 KB 스타즈         | 3    | 3      | 2015, 2018, 2024       | 2016, 2017, 2023       |
| 용인 삼성생명 블루밍스 | 4    | 1      | 2019, 2020, 2022, 2023 | 2021                   |
| 부천 하나은행          | 1    | 4      | 2021                   | 2018, 2019, 2020, 2024 |
| 아산 우리은행 위비     | 0    | 1      | —                      | 2014                   |

## 같이 보기
- 박신자컵 서머리그
- WKBL 3X3 트리플잼